# Діти Дюни (серіал)
«Діти Дюни» (англ. Frank Herbert's Children of Dune) — трисерійний науково-фантастичний телевізійний мінісеріал, зі сценарієм від Джона Гаррісона і режисурою від Ґрега Яйтанеса, заснований на романах Френка Герберта «Месія Дюни» (1969) та «Діти Дюни» (1976). Вперше транслювався у США 16 березня 2003 року, мінісеріал «Діти Дюни» є продовженням мінісеріалу 2000 року — «Дюна» (заснованого на однойменному романі Герберта 1965 року). Серіал був спродюсований каналом «Sci Fi Channel». «Діти Дюни» і її попередник — дві з трьох найрейтинговіших програм, коли-небудь транслюваних на «Sci Fi Channel». У 2003 році «Діти Дюни» отримали премію «Прайм-тайм Еммі за видатні спеціальні візуальні ефекти», серіал також був номінований ще на три премії «Еммі».

## Сюжет

### Перший епізод
Минуло 12 років відколи Пол «Муад'Діб» Атрід змусив імператора людства Шаддама IV зректися влади. Його дочку Ірулан він взяв за дружину, щоб закріпити свій статус нового імператора, а сам живе з коханою наложницею Чані. Пол має намір перетворити пустельну планету Арракіс на квітучий сад і продовжує контролювати видобуток «прянощів», необхідних для подовження життя та розкриття потенціалу організму. Коли Чані вагітніє, Пол починає чути голоси своїх ненароджених дітей, які застерігають про небезпеку.
Принцеса Вансесія та її син Фарад'Н прагнуть повернути владу своєму дому, для чого звертаються за допомогою до організації Тлейлаксу. Ті створюють гхолу (клона) Дункана Айдаго, наставника і друга Пола, убитого раніше Харконненами. Гхолу дарують Полу на знак примирення, та насправді Дункан має таємну програму, котру мимовільно виконає в потрібний час. Хоча фримени, серед яких жив Пол, вважають гхолу огидним творінням, Муад'Діб приймає його у свого двору. Його сестра Алія зближується з Дунканом. Вансесія також планує одружити Фарад'На з Ганімою, щоб потім зробити його новим імператором.
Тим часом лицепляс Скиталь, здатний маскуватися під різних людей, пробирається в оточення імператора. Пол передчуває змову проти себе, проте вирішує підпустити ворогів ближче. Слуги Вансесії намагаються вбити Пола вибухом, він виживає, але сліпне. Вансесія розуміє, що тепер трон Муад'Діба займе Алія, підтримка якої серед народу за допомоги Харконнена зростає. Тому Вансесія домовляється з Космічною гільдією викрасти з Арракіса піщаного хробака, котрий виробляє «прянощі», та переселити його на свою планету Салусу Секундус, склавши конкуренцію Арракісу.
Чані народжує сина Лето й дочку Ганіму, але помирає при пологах. Його слова «Вона померла, Дункане!» запускають програму, що змушує Дункана напасти на Пола. Однак він опирається програмі та пригадує все, що знав оригінал, відновлюючи свою особистість. Тоді Скиталь спокушає Пола можливістю так само «воскресити» Чані, виростивши її гхолу, в разі відмови погрожуючи вбити дітей. Але той здогадується, що це також буде вбивця, мабуть досконаліша, тому відмовляється. Діти подумки вказують сліпому батькові де стоїть лицепляс і Пол убиває його ножем. Після цього імператор іде в добровільне вигнання до пустелі, знаючи, що діти продовжать його задум.

### Другий епізод
Алія стає спадкоємицею трону, а дітей виховує Ірулан. Коли Лето підростає, в нього, як і в батька, відкривається пророчий дар. Він подумки мандрує крізь пустелю, де Муад'Діб розповідає про «Золотий шлях» для людства, котрий він не зумів втілити. Також Лето відчуває особливий зв'язок з піщаними хробаками.
Алія прагне здобути пророчий дар, як у Пола, для чого вживає «прянощі». Це пробуджує в її розумі особистість діда — Владіміра Харконнена. Він підмовляє Алію почати репресії всіх незгідних з її правлінням і безконтрольне зрошення пустель. Але тим самим вона знищує середовище життя піщаних хробаків, які виробляють «прянощі», що може звести нанівець усі досягнення дому Атрідів, як того і бажає Харконнен. Фарад'Н вважає, що одержимість його матері помстою згубить дім Корріно, тому потай починає протидіяти їй.
Несподівано з пустелі приходить сліпий проповідник, який заявляє, що вчення Муад'Діба спотворене. В цей же час стається замах на Алію, влаштований Вансесією, що дозволяє проповіднику зникнути. Деякі жителі Арракісу вважають, що це був сам Муад'Діб. Харконнен здобуває дедалі більшу владу над Алією, що помічає Джессіка та потай повідомляє про це Ірулан. Підозрюючи змову, Алія наказує схопити дітей Пола, та Джессіка допомагає їм утекти. Федайкін, друг Муад'Діба, критикує Алію за перетворення пустель. Джессіка підтримує його, що розлючує Алію і вона задумується про вбивство матері.
Лето й Ганіма продовжують переховуватися в пустелі. Лето відчуває, що покласти край культові його батька, який використовує Алія, можна на півдні планети, куди ще не дісталося озеленення. Лето з Ганімою викрадають спорядження та вирушають у Джакаруту — заборонену місцевість глибоко в пустелі. Члени дому Корріно тим часом викрадають одного хробака, щоб розмножити його у себе на батьківщині і позбавити Арракіс монополії на «прянощі».

### Третій епізод
Джессіка, Ірулан і Дункан Айдаго об'єднуються, щоб повалити владу Алії. Лето подумки спілкується з батьком, який повідомляє, що покладає виконання «Золотого шляху» на нього. Лето сам приходить в Джакаруту, де його схоплюють фримени-вигнанці, котрі зауважують його незвичайні здібності. За намовою Ґурні вони дають Лето «прянощі», що відкриває йому розуміння як виконати «Золотий шлях», який зробить людей справді вільними від підготованої ким-небудь долі. Лето зливається з піщаною фореллю — молодими піщаними хробаками, що дозволяє їй уникнути загибелі та наділяє Лето досконалою здатністю виживати в пустелі. Він переживає пустельну бурю та зустрічає проповідника, котрий справді виявляється Муад'Дібом.
Згодом Муад'Діба вбиває серед пісків підісланий Алією вбивця, якого, в свою чергу, вбиває Ґурні. Лето прибуває до фрименів, яких переконує, що перейняв мудрість і здібності батька. Він прикликає та осідлує піщаного хробака, чим доводить свої слова. Ганіма одружується на принцеві дому Корріно Фарад'Ні, щоб імперія не лишилась без законного правителя. Лето з'являється на їхньому весіллі, де перемагає Алію. Вона, щоб не бути поглиненою особистістю Харконнена, викидається з балкона. Лето віддає прах Муад'Діба фрименам та вирушає в пустелю. Він каже Ґурні, що фримени зникнуть разом з пустелею, проте колись відродяться в новій подобі.

## У ролях
| Актор             | Роль                     |
| ----------------- | ------------------------ |
| Алек Ньюман       | Пол Атрід / Муад'Діб     |
| Джулі Кокс        | Принцеса Ірулан          |
| Едвард Аттертон   | Дункан Айдаго            |
| Ієн Мак-Ніс       | Барон Владімір Харконнен |
| Барбора Кодетова  | Чані                     |
| Стівен Беркофф    | Стілґар                  |
| Даніела Амавія    | Алія Атрейдес            |
| Аліса Кріге       | Леді Джессіка            |
| Сьюзен Сарандон   | Принцеса Венсесія        |
| П. Г. Моріарті    | Ґурні Галлек             |
| Джеймс Мак-Евой   | Лето II Атрід            |
| Джессіка Брукс    | Ганіма Атрід             |
| Джонатан Бруун    | Фарад'Н                  |
| Рік Янґ           | Джавід                   |
| Мартін Мак-Дуґал  | Скитель                  |
| Якоб Шварц        | Отейм                    |
| Клара Іссова      | Лічна                    |
| Зюзана Ґайслерова | Превелебна мати Могіям   |
| Карел Добрі       | Корба                    |
| Джі Вільямс       | Біджаз                   |

## Розробка
Придбавши телевізійні права на оригінальні шість романів Френка Герберта Дюна, виконавчий продюсер Річард П. Рубінштейн уявив собі складний матеріал, адаптований у форматі мінісеріалу, як він зробив це раніше з серіалами «Протистояння» (1994) і «Лангольєри» (1995) Стівена Кінґа. У 2003 році він сказав газеті «The New York Times»: «Я виявив, що між довгими, складними книгами й телевізійними мінісеріалами існує чудовий шлюб. Є книги, які просто неможливо втиснути у двогодинний фільм.» Приблизно тоді ж, коли Рубенштейн вперше розробляв матеріал, президент «Sci Fi Channel» Бонні Гаммер очолювала кампанію та просувала ідею, щоб канал регулярно випускав «блокбастерні-мінісеріали». Мінісеріалу «Дюна» було надане зелене світло у листопаді 1999 року. «Дюна Френка Герберта», вийшла у 2000 році, і стала першим мінісеріалом каналу «Sci Fi Channel», за яким йшли: «Забрана Стівена Спілберга» (2002), «Діти Дюни Френка Герберта» і «Зоряний крейсер „Галактика“» (2003).
Рубенштейн назвав свої два мінісеріали франшизи «Дюна» як «Наукова фантастика для людей, які зазвичай не люблять наукову фантастику», і припустив, що «Сага Дюни має тенденцію залучати жінок частково тому, що в ній є сильні жіночі персонажі». Акторка Сарандон погодилася, сказавши: "Одна з причин, з якої я завжди любила ці книги, полягала в тому, що ними управляли сильні жінки, що живуть поза правилами. Вона додала, що серія Дюни: «Дуже нагадує те, що відбувається сьогодні у світі. Йдеться про небезпеки фундаменталізму та ідеї, що абсолютна влада розбещує». Сарандон сказала, про зоображення Венсіції: «Завжди потішно грати розумного лиходія.»

## Адаптація
Після завершення виробництва першого мінісеріалу (і до його трансляції) канал «Sci Fi Channel» уклав контракт зі сценаристом/режисером Гаррісоном на написання сиквела. Ідея Гаррісона для наступної «частини» полягала в тому, щоб об'єднати наступні романи Френка Герберта «Месія Дюни» і «Діти Дюни». Він говорив в інтерв'ю, що вважає обидва романи є двома частинами однієї й тієї ж історії, яка по суті завершує історію дому Атрідів. Трьохчастинний ~п'ятигодинний мінісеріал охоплює основну частину сюжету «Месії Дюни» (у першому епізоді), і «Дітей Дюни» (у другому та третьому епізоді).
Телесеріал має низку відмінностей від романів, на яких заснований. Так, у романі «Месія Дюни» Ірулан підсипала Чані контрацептиви, щоб вона не могла зачати дітей. Чані обійшла цей трюк, перейшовши на традиційну дієту фрименів. Гхола Дункана в книзі мав головним завданням змусити Муад'Діба сумніватися в своїх рішеннях, що було б підставою до дій проти імператора, а тільки в другу чергу вбити Муад'Діба. Одна з центральних тем роману — це те, що Муад'Діб не може змінити майбутнє, яке вже передбачив, чому приділено менше уваги в екранізації. В романі його дивує народження близнят, бо у видіннях він бачив тільки одну дитину. Рішення Муад'Діба про добровільне вигнання показано в серіалі як спонтанне. Натомість у книзі воно зумовлене тривалим конфліктом із фрименами, на яких імператор спирався довгі роки і для яких став пророком. Згідно з «Месією Дюни» він пішов у вигнання, щоб лишитися для фрименів авторитетом і його заповіт виконувався, забезпечивши в майбутньому процвітання людства.
У романі «Діти Дюни» події відбуваються через 9 років після вигнання, в серіалі ж через 12. Книга підкреслює, що діти Муад'Діба малі, проте надзвичайно кмітливі як для свого віку. В серіалі вони виглядають дорослими. Фарад'Н у книзі ініціативніший і відкрито повстає проти матері. Ганіма в книзі зумисне змінює свої спогади, щоб вважати ніби Лето загинув, і цим віднадити від його пошуків. А у фіналі Лето укладає формальний шлюб із сестрою, лишивши Фарад'На її фактичним чоловіком, тим самим зберігши владу свого дому над відомим усесвітом. Книга закінчується сходженням Лето на трон, тоді як серіал — його зникненням у пустелі, після якого йому належить колись повернутись. У книзі Лето створює з піщаної форелі своєрідний живий костюм-симбіонт, а в серіалі дещо на кшталт рукавиці. Важлива здатність, набута Лето в книзі після злиття з піщаною фореллю — це те, що він стане єдиною істотою на озелененому Арракісі, здатною виробляти «прянощі», чого немає в серіалі. Саме це і було центральним для «Золотого шляху».

## Саундтрек
Саундтрек серіалу, що містить 36 треків, був написаний Браяном Тайлером протягом одного місяця і вважається однією з кращих саундтреків Тайлера. Ця музика була повторно використана у декількох театральних трейлерах, наприклад: «Володар морів», «Хроніки Нарнії: Лев, чаклунка та шафа», «Нокдаун», «Панда Кунг-Фу», «Золотий компас», «Індіана Джонс і королівство кришталевого черепа» і «Зоряний шлях».
Текст пісні «Inama Nushif» виконує Азам Алі. За словами Яйтанеса, Тайлер стверджував, що він склав тексти пісень разом з уривків фрименської мови, які з'являються у серії романів Дюна, і що назва перекладається як «Вона вічна». Однак тексти пісень насправді є переробленням тексту, опублікованого в Енциклопедії Дюни (1984), супутньої книзі, написаної не Гербертом.
Команда
- Композитор: Браян Тайлер
- Продюсер: Браян Тайлер
- Виконавчий продюсер: Роберт Таунсон
- Оркестр: Роберт Елхай, Дана Ніу та Браян Тайлер
- Оркестр, записаний у Празі, Чехія
- Дирижер оркестру: Адам Клеменс
- Розробка: Джефф Вон
- Празькі послуги звукозапису від Forte Music
- Мікс: Джефф Вон та Браян Тайлер
- Мастеред: Ерік Лабсон
- Підготовка: Дана Ніу та Еріка Стоунрука
- Світові ударні та струнні інструменти: Браян Тайлер
- Лірика: Браян Тайлер
- Дизайн обкладинки: Метью Джозефа Піка
- Особлива подяка: Ґреґ Яйтанес, Френк Герберт, Браян Герберт, Річард П. Рубінштейн, Джон Гаррісон, Девід Каппес, Шеріл Тіано, Сем Шварц, Майкл Горфайн, Роберт Таунсон, Гаррі Міллер, Азам Алі, Крістофер Блет, Кеті Коулман, каналу Sci Fi, Роберт Елхай, Дана Ніу, Гарі Краузе, Джефф Вон, Лорі Сломка, Рой Кауфман, Томас Фінкелштайн, Білл Харріс, Джефф Сандерсон, Джефф Лайт, Стів Салані, Дон Пассмен, Ерік Лабсон, Данте Дауз, Марсі Тайлер, Тед Тайлер, Керолін Тайлер, Джилл Тайлер

| Список композицій альбому Frank Herbert's Dune - Original Soundtrack From The Sci-Fi Channel Miniseries | Список композицій альбому Frank Herbert's Dune - Original Soundtrack From The Sci-Fi Channel Miniseries | Список композицій альбому Frank Herbert's Dune - Original Soundtrack From The Sci-Fi Channel Miniseries |
| # | Назва                                                                                                   | Тривалість                                                                                              |
| --- | --- | --- |
| 1. | «Summon the Worm»                                                                                       | 3:49 |
| 2. | «Dune Messiah»                                                                                          | 2:40 |
| 3. | «Main Title (House Atreides)»                                                                           | 1:36 |
| 4. | «The Revolution»                                                                                        | 2:01 |
| 5. | «Fear is the Mind Killer»                                                                               | 2:44 |
| 6. | «The Arrival of Lady Jessica»                                                                           | 3:08 |
| 7. | «Leto Atreides II»                                                                                      | 2:45 |
| 8. | «Inama Nushif (Montage)»                                                                                | 3:51 |
| 9. | «War Begins»                                                                                            | 1:08 |
| 10. | «Battle of Naraj»                                                                                       | 3:15 |
| 11. | «Rya Wolves»                                                                                            | 1:33 |
| 12. | «I Have Only Now»                                                                                       | 3:12 |
| 13. | «The Impossible Wager»                                                                                  | 3:00 |
| 14. | «Face Dancer»                                                                                           | 1:02 |
| 15. | «The Throne Of Alia»                                                                                    | 1:20 |
| 16. | «Trap The Worm»                                                                                         | 3:03 |
| 17. | «Salusas Secundus»                                                                                      | 1:04 |
| 18. | «The Jihad»                                                                                             | 2:02 |
| 19. | «The Ring Of Paul»                                                                                      | 3:50 |
| 20. | «Exiles»                                                                                                | 1:28 |
| 21. | «Sins Of The Mother»                                                                                    | 1:24 |
| 22. | «Irulan Is Regret»                                                                                      | 1:11 |
| 23. | «My Skin Is Not My Own»                                                                                 | 0:23 |
| 24. | «Reunited»                                                                                              | 2:28 |
| 25. | «The Golden Path»                                                                                       | 2:09 |
| 26. | «Child Emperor»                                                                                         | 1:18 |
| 27. | «Sign Of The Bene Gesserit»                                                                             | 2:08 |
| 28. | «The Preacher At Arrakeen»                                                                              | 2:32 |
| 29. | «The Dessert Journey»                                                                                   | 1:35 |
| 30. | «The Ghola Duncan»                                                                                      | 1:37 |
| 31. | «Leto And Ghanima»                                                                                      | 1:16 |
| 32. | «The Fremen Qizarate»                                                                                   | 1:42 |
| 33. | «Farewell»                                                                                              | 3:25 |
| 34. | «Children Of Dune»                                                                                      | 1:16 |
| 35. | «Horizon»                                                                                               | 1:35 |
| 36. | «End Title»                                                                                             | 1:31 |
| 1:17:08                                                                                                 | | |